# La Semeuse (association)
 (juillet 2021).
 (juillet 2021).
La Semeuse est une association d’éducation populaire créée à Nice en 1904. Il s'agit de l'une des plus anciennes associations de la ville. Créée à l’origine sous la forme d’un patronage paroissial, elle est devenue laïque au fil des ans. De par le grand nombre de Niçois l’ayant fréquentée enfants ou adolescents, ainsi que par le nombre de personnalités qui en ont été membres, elle est une composante incontournable de la vie sociale locale.

## Histoire
En septembre 1904, un patronage est créé à Nice à l’initiative de l’évêque de Nice et du directeur des œuvres du diocèse de Nice, le chanoine Porcier. Le nouveau patronage est rattaché à la paroisse de l'église Saint-Jacques-le-Majeur de Nice dite du Gesù. Il est installé dans un immeuble délabré du haut Vieux-Nice, quartier à l’importante population ouvrière.
- 1906 : Un certain nombre d’activités sont mises en place afin d’intéresser le maximum de jeunes et d’enfants : école de solfège, chant choral, clique (clairons et tambours), section théâtre. Pour les adultes, la Maison du Peuple est ouverte dans les locaux de la Semeuse. Création du cercle d’études Léon XIII.
- 1909 : Création d’une section sportive au nom de la Vaillante, on y pratique la marche, le tir, mais surtout la gymnastique. La section culturelle prend le nom de l’Orphéon de la Semeuse.
- 1911 : La Semeuse ouvre un dispensaire dans la vieille ville. Il permet aux enfants du quartier de se faire soigner gracieusement et organise des conférences d’"hygiène populaire" à destination des adultes. Cette année-là est aussi créée l’œuvre des projections populaires
- 1926 : Création d’une section « jeunes guides ».
- 1928 : Naissance de la première colonie de garçons du Château de Nice ; il s’agit de s’occuper des enfants et des jeunes pendant leur temps libre.
- En 1930 viennent s’ajouter d’autres activités : bibliothèque, cinéma-éducateur, formation professionnelle…
- 1931 : La section théâtre joue régulièrement des pièces à l’emplacement du théâtre actuel.
- 1934 : Création de la chorale.
- 1939 : Ouverture d’une cantine pour les enfants du quartier.
- 1945 : Les nouveaux statuts mettent l’accent sur le volet social. Fort développement de la section football, entraînée par l’ancien international de football Raoul Chaisaz.
- 1946 : Partielle remise en état d’un bâtiment dans la vallée de la Gordolasque. Premier groupe accueilli sur ce site en colonie de vacances.
- 1969 : Création de la section natation à l’occasion de l’ouverture de la piscine Saint François dans le Vieux Nice
- 1971 : Fin de la séparation des garçons et des filles dans les activités.
- 1974 : Nomination du premier directeur laïc, les séjours de vacances deviennent mixtes.
- 1979 : Dépôt de statuts faisant de la Semeuse une « Œuvre d’Éducation Populaire ».
- 1982 : Inauguration de la salle de théâtre rénovée.
- 1984 : Début de la rénovation du centre de vacances de Berthemont-les-Bains.
- 1992 : La société de musique ancienne de Nice est accueillie dans les locaux de la Semeuse, elle contribuera au fort développement de l’école de musique.
- 1994 : Inauguration de l’Espace J Notre-Dame pour agir face aux difficultés sociales croissantes du centre-ville de Nice.
- 2002 : Inauguration du Centre Culturel de la Providence. Mise en place du service de prévention spécialisée.
- 2005 : L’Espace J Notre-Dame devient le Centre social La Ruche et déménage en 2006 rue Trachel.

## Aujourd'hui
La Semeuse est constituée de plus de 3 000 membres. Son action est menée par plus de 80 salariés et plus de 100 bénévoles.
- Le Théâtre de la Semeuse est une salle de 100 places toujours installée dans les locaux du haut Vieux Nice. Il s’agit d’un endroit où se pratiquent des cours de théâtre ainsi qu’une programmation de spectacles.
- Le Centre Culturel de la Providence est un lieu de pratique culturelle et artistique proposant des cours de musique, d’arts plastiques et des activités de découverte du patrimoine. Il accueille aussi des spectacles toute l'année. Cet établissement est installé dans l’ancien couvent de la Visitation et tient son nom des Filles de la Providence, ordre créé par Eugène Spitalieri de Cessole et ayant occupé les locaux.
- Les sections sportives : natation et tennis de table.
- Le Centre Social La Ruche : cet équipement est installé rue Trachel au centre-ville de Nice.
- L’Espace J La Condamine : établissement de proximité est implanté dans le Vieux-Nice, dans les locaux ayant autrefois abrité le couvent de la paroisse de l’église du Gesù de Nice. On y mène des activités socio-éducatives et l’on y accueille également l’école de musique et l’école de danse de la Semeuse.
- Prévention spécialisée – médiation scolaire : missionnée par le conseil général des Alpes-Maritimes, La Semeuse mène des actions de prévention spécialisée dans différents quartiers de Nice.
- Village Vacances de Berthemont-les-Bains : situé dans la vallée de la Vésubie, anciennement colonie de vacances, cet établissement propose aujourd’hui des séjours de vacances familiales et des accueils de groupe.
- Le centre de vacances de la Gordolasque : les bâtiments accueillent une colonie de vacances l’été.

## Anecdotes
- C’est Bernard Issautier, un donateur, qui, à la naissance du patronage, lui trouva son nom en référence à la célèbre représentation figurant sur les pièces de monnaie. Cette idée lui serait venue en proposant d’organiser un tirage au sort à l’aide d’une pièce, alors que le débat portait sur le futur nom du patronage.
- La tradition raconte que des jeunes issus de l'équipe de football de la Vaillante (nom de l'équipe de football de La Semeuse à l'époque) en ont été exclus en raison d’une conduite inconvenante lors d’une réception organisée par une dame de la haute société dans sa villa du Lazaret à Nice. Ces jeunes issus de l'association désiraient continuer à pratiquer leur sport favori et décidèrent de toquer à la porte de l'Olympique Gymnaste Club de Nice (OGC Nice) pour y créer la section Football[réf. nécessaire]. La suite ? On l'a connaît…
- Aujourd'hui, en 2018, La Semeuse a relancé sa section football par le biais d'une équipe U11 affiliée en Fédération française de football. Le début d'une ancienne ère…
- Le manque de moyens a conduit certains jeunes footballeurs de la Semeuse à quitter la Vaillante pour former l’Union Sportive Saleya qui, à nouveau par manque de moyens, fusionnera avec l’Union Sportive Carabacel afin de former en 1933 le Gallia Football Club, qui deviendra par la suite le Cavigal.
- En 2005, la rue du Vieux-Nice où se trouvent le siège de l'association et le théâtre a été rebaptisée montée Auguste Kerl, du nom du président de la Semeuse de 1946 à 1999.

## Personnalités liées
- Bernard Issautier qui donna son nom à la Semeuse, il fut par la suite élu maire de Saint-Étienne-de-Tinée et conseiller général
- Joseph Raybaud, présidant le Cercle Léon XIII, qui fut Maire de Levens, conseiller général, Sénateur et Président du Conseil général des Alpes-Maritimes
- Jacques Loew, animateur du Cercle Léon XIII et président de la Semeuse en 1938, considéré comme le premier prêtre ouvrier de France
- Raoul Chaisaz, ancien gardien de but de l’équipe de France de football, entraîneur à la Semeuse
- Laurent Robuschi, international dans l’équipe de France de football, a commencé à pratiquer ce sport à la Semeuse.
- Raoul Bosio, ancien membre du patronage, devenu conseiller général et Conseil municipal de Nice
- Marc Toesca, animateur télévision et radio, a été un jeune membre de l'association.
- Alexy Bosetti, joueur de football professionnel, a fréquenté le centre de loisirs de l'association.